# CSTA
CSTA (англ. Cystatin A) — білок, який кодується однойменним геном, розташованим у людей на короткому плечі 3-ї хромосоми. Довжина поліпептидного ланцюга білка становить 98 амінокислот, а молекулярна маса — 11 006.
| 10         |  | 20         |  | 30         |  | 40         |  | 50         |
| ---------- |  | ---------- |  | ---------- |  | ---------- |  | ---------- |
| MIPGGLSEAK |  | PATPEIQEIV |  | DKVKPQLEEK |  | TNETYGKLEA |  | VQYKTQVVAG |
| TNYYIKVRAG |  | DNKYMHLKVF |  | KSLPGQNEDL |  | VLTGYQVDKN |  | KDDELTGF   |

A: Аланін

D: Аспарагінова кислота

E: Глутамінова кислота

F: Фенілаланін

G: Гліцин

H: Гістидин

I: Ізолейцин

K: Лізин

L: Лейцин

M: Метіонін

N: Аспарагін

P: Пролін

Q: Глутамін

R: Аргінін

S: Серин

T: Треонін

V: Валін

Кодований геном білок за функціями належить до інгібіторів протеаз, інгібітор тіолових протеаз.
Задіяний у таких біологічних процесах як клітинна адгезія, поліморфізм, ацетиляція.
Локалізований у цитоплазмі.